# Colméia
Colméia là một đô thị thuộc bang Tocantins, Brasil. Đô thị này có diện tích 990,712 km², dân số năm 2007 là 8759 người, mật độ 8,84 người/km².